# Roger Leloup
Roger Leloup (francosko: [ləlu]; rojen 17. novembra 1933) je belgijski stripovski umetnik, romanopisec in bivši sodelavec Hergéja, ki se je nanj zanašal pri ustvarjanju podrobnih realističnih risb in izpiljenih dekoracij za Tintina in njegove pustolovščine. Najbolj je znan po svoji stripovski seriji Yoko Tsuno.

## Biografija
Roger Leloup se je rodil leta 1933 v Verviersu v Belgiji. Že od mladosti so ga navduševali vlaki in letala, zaradi česar je na Inštitutu Saint-Luc v Liègeu študiral dekoracijo in reklamo. Po naključju je prišel v stik s franko-belgijskim komično sceno, ko mu je sosed Jacques Martin rekel, da obupno potrebuje kolorista. Leloup je dobil službo in leta 1950 začel barvati zvezek Alixa z naslovom L'ïle maudite.
Jacques Martin je bil eden glavnih umetnikov Franko-belgijske revije stripov Tintin, in ko je Hergé iskal nekoga, ki bi mu pomagal pri risbah vozil za serijo, ga je Martin pripeljal v stik z Leloupom. Od 15. februarja 1953 je Leloup nekaj let delal v studiu Hergé, kjer je risal podrobna ozadja in vozila za Hergéjevo stripovsko serijo Tintin in njegove pustolovščine. Njegovo delo je razvidno iz najrazličnejših risb, na primer na pri Ženevskem letališču v Zadevi Sončnica in impresivno nadzvočno poslovno letalo z gibljivimi krili, Carreidas 160 v Letu 714 za Sydney.
Leloup je delal tako za Jacquesa Martina, pri serijah Alix in Lefranc, kot za Hergéja, a produkcija v studiu Hergé se je začela upočasnjevati in Leloup je stopil v stik z drugimi umetniki. Nekaj časa je sodeloval s Francisom, sodeloval pa je tudi s Peyom pri njegovi manj znani seriji Jacky in Célestin. Tu je ustvaril japonski ženski lik, ki bo pozneje postal navdih za njegovo lastno serijo.
31. decembra 1969 je Leloup zapustil Studios Hergé, da bi ves čas delal na svoji seriji Yoko Tsuno s poudarkom na tehnologiji in znanstveni fantastiki. Lik Yoko Tsuno, Japonka, ki živi v Bruslju, je eden vodilnih primerov ženskih stripov, ki so se v tem obdobju pojavljali v evropskih revijah za mladoletnike. Vse zgodbe Yoko Tsuno so se najprej pojavile v reviji Spirou in kasneje kot serija zvezkov, ki jih je objavila založba Dupuis.
Ima posvojeno korejsko hčer, ki ga je navdihnila za risanje lika Morning Dew, malega kitajskega dekleta iz Le Dragon de Hong Konga, ki ga je posvojila Yoko Tsuno.

## Nagrade
- 1972, Evropska SF posebna nagrada za belgijske stripe za Yoko Tsuno na prvem Euroconu v Trstu v Italiji[3]
- 1974: Nagrada svetega Mihaela, Bruselj, Belgija, za najboljši strip
- 1990: Velika nagrada francoske znanstvene fantastike, kategorija "Mladi", za njegov roman Le pic des ténèbres, Francija[4]